# Trasformazione (diritto)
In diritto, la Trasformazione è un'operazione (disciplinata dagli articoli 2498-2500-novies del codice civile), mediante la quale si manifesta un cambiamento fra tipi di società "lucrative", es da società di persone a società di capitali o viceversa (trasformazione omogenea), oppure si assiste ad un cambiamento da società di capitali in altri enti o viceversa (trasformazione eterogenea).
Scopo della trasformazione è di poter cambiare l'assetto organizzativo della società esistente in base alle nuove esigenze sopravvenute senza estinguere tale società e crearne una nuova ottenendo anche notevoli vantaggi di carattere fiscale.

## Procedimento di trasformazione
Il codice disciplina i due casi di trasformazione:
- Trasformazione omogenea:La decisione di trasformazione viene disciplinata dal codice e varia in base al fatto che si abbia:

1. Trasformazione da società di persone a società di capitali: Questa è deliberata con il consenso della maggioranza dei soci secondo la propria partecipazione agli utili. Chi non ha concorso alla decisione gode del diritto di recesso.

- - Responsabilità soci:I soci che perdono la responsabilità illimitata si considerano liberati quando i creditori sociali hanno acconsentito alla trasformazione e si presume che il consenso sia stato dato quando ai creditori è stata comunicata per raccomandata la delibera di trasformazione ed essi,  entro 60 giorni da ricevimento della raccomandata, non hanno negato la loro adesione tramite scritto.

1. Trasformazione da società di capitali a società di persone :Questa è deliberata dall'assemblea straordinaria ed è richiesto il consenso dei soci che assumeranno la responsabilità illimitata. Chi non ha concorso alla decisione gode del diritto di recesso. Gli amministratori devono presentare una relazione, da depositare 30 giorni prima dell'assemblea presso la sede della società,  motivando l'operazione ed evidenziando i relativi effetti.

- - Responsabilità soci:Per i soci che diventano illimitatamente responsabili è stabilito che lo diventeranno anche per le 	obbligazioni anteriori alla trasformazione

1. Trasformazione da società cooperative (diverse da quelle a mutualità prevalente) a società di persone o capitali (società lucrative) o in consorzio : Tale trasformazione è vietata per le società cooperative a mutualità prevalente non lo è invece per tutte le altre. Per questa trasformazione è richiesto il voto favorevole di almeno la metà dei soci elevato a 2/3 se i soci sono meno di 50. Se i soci sono più di 10.000 la trasformazione può avvenire con voto favorevole dei 2/3 dei votanti ma in assemblea deve essere presente almeno il 20% dei soci. Con l'attuazione di questo tipo di trasformazione, il valore effettivo del patrimonio esistente alla data della trasformazione, dal quale devono essere tolti sia l'importo del capitale versato e rivalutato al momento dell'operazione sia i dividendi non ancora distribuiti, deve essere devoluto ai fondi mutualistici per la promozione e lo sviluppo della cooperazione.

- Trasformazione eterogenea:

Si prevedono 2 tipi di trasformazione eterogenea:
- da società di capitali:

Una società di capitali può trasformarsi in consorzio, Società consortile o cooperativa, associazioni non riconosciute e fondazioni. Per effettuare la trasformazione è necessario il voto favorevole dei 2/3 dei soci aventi diritto al voto e il consenso dei soci che assumono la responsabilità illimitata.
- in società di capitali:

I consorzi, le società consortili, comunioni di aziende, associazioni riconosciute e fondazioni possono trasformarsi in società di capitali. La trasformazione deve essere approvata:
1. nei consorzi dalla maggioranza assoluta dei consorziati
2. nelle comunioni di aziende da tutti i partecipanti alla comunione
3. nelle società consortili e nelle associazioni con le maggioranze richieste per lo scioglimento anticipato
4. nelle fondazioni dall'autorità governativa, su proposta dell'organo competente

## Effetti della trasformazione
La trasformazione omogenee ha effetto dall'ultimo adempimento pubblicitario richiesto cioè dall'iscrizione nel registro delle imprese della delibera di trasformazione.
La trasformazione eterogenea ha effetto solo dopo 60 giorni dall'ultimo adempimento pubblicitario richiesto.

## Opposizione dei creditori
Nella trasformazione eterogenea i creditori possono proporre opposizione alla trasformazione durante il periodo di 60 giorni dall'iscrizione nel registro imprese dell'atto di trasformazione. Il tribunale, quando ritenga infondato il pericolo di pregiudizio per i creditori oppure la società abbia prestato idonea garanzia, può disporre che l'operazione venga comunque effettuata nonostante l'opposizione (art.2445).

## Invalidità della trasformazione
È stato anche introdotto il principio contenuto nell'art. 2500 bis c.c. in forza del quale, eseguita la pubblicità richiesta, l'invalidità dell'atto di trasformazione non può essere pronunciata, con la conseguenza che come eventuale rimedio rimane il risarcimento dei soci o dei terzi danneggiati.